# 汤姆·赫兰德
湯瑪斯·史丹利·霍蘭德（英語：Thomas Stanley Holland，1996年6月1日— ），英國男演員。憑藉於倫敦維多利亞皇宫劇院的音樂劇《舞動人生音樂劇》中扮演主角比利·艾略特而成名。2012年出演描述南亞海嘯的電影《浩劫奇蹟》。2015年6月，霍蘭德獲選在漫威電影宇宙中飾演「蜘蛛人」彼得·帕克。

## 早期生活
湯瑪斯·史丹利·霍蘭德1996年6月1日出生於英國英格蘭泰晤士河畔金斯頓，為攝影師妮可拉（Nicola，娘家姓佛洛斯特）和喜劇演員兼作家多明尼克·霍蘭德之子。他有三個弟弟。祖母來自愛爾蘭蒂珀雷里郡。
湯姆在倫敦西南部温布尔登的唐黑德預備學校接受教育。後就讀志願資助的耶穌會綜合學校溫布爾登學院，直到2012年12月。溫布爾登學院之後，就讀克羅伊登的BRIT學校。十幾歲的湯姆正值演藝事業缺乏水花之時，曾在威爾斯加的夫短暫上過木工學校。
七歲時被診斷出患有閱讀障礙。父母將他和兄弟們（以避免讓另外三個弟弟感到被忽視）送到一所私立學校，以得到必要的關照。然而，這開始對家庭經濟狀況產生負面影響，而霍蘭德對此現狀感到不滿。在學校的一堂課上，霍蘭德的母親看到了一則舞蹈課的廣告，決定幫孩子報名。就學期間，霍蘭德是托定咸熱刺足球會的支持者。
根據湯姆的說法，表演並不總是自己的職業選擇，只是一些緣故而繼續走下去。他引用了愛德華·諾頓在電影《一級恐懼》（1996年）中的表演作為靈感：「我認為他在鏡頭前簡直完美，表演上沒有任何需要更加精進之處。」長大後，身為蜘蛛人粉絲的他擁有該角的30套服裝。

## 演藝生涯
2015年6月，霍蘭德與漫威影業簽署了六部電影協議，扮演少年蜘蛛俠。他也首次在2016年播映的美國隊長3中飾演蜘蛛俠。這部電影取得重要的商業成功，全球票房收入超過11億美元，而預算為2.5億美元，成為2016年票房收入最高的電影。在《衛報》的一篇評論中稱讚霍蘭德和聯合主演保羅·路德（飾演蟻人）「充滿誘惑力和搞笑」，《芝加哥太陽報》有評論寫道，他作為蜘蛛俠引起了“強烈的第一印象”。
2016年，霍蘭德與喬爾·金納曼和波西·海因斯·懷特共同主演心理驚悚片《寒冬邊緣》，是霍蘭德在父母不知情的情況下拍攝的第一部電影。《好萊塢報導》形容認為霍蘭德和懷特「非常出色」。2017年第70屆英國電影學院獎，霍蘭德獲得新星獎。霍蘭德參與拍攝電影《失落之城》，片中飾演探險家珀西·福西特；當拍攝最後一天時，他於一次後空翻失敗後摔斷了鼻子。 《印度時報》稱讚霍蘭德讓影片在結尾時充滿感情，《紐約觀察家報》認為他“非常堅強和自信”。2017年，霍蘭德於電影《電流大戰》中飾演塞缪尔·因萨尔，該片受負面評價，票房慘敗，《獨立報》評論霍蘭德的作用微不足道。
2018年，霍蘭德在《復仇者聯盟3：無限之戰》及其2019年的後續作品《復仇者聯盟：終局之戰》中再次飾演蜘蛛俠，兩部電影連續拍攝。每部電影的收入都超過20億美元，並讓《終局之戰》一度成為有史以來票房最高的電影。霍蘭德緊隨其後的是續集《蜘蛛人：離家日》（2019），該片廣受好評， 成為第一部收入10億美元的蜘蛛俠電影，也成為2019年票房收入第四高的電影。《帝國》雜誌有評論認為霍蘭德是“ 一個十全十美的蜘蛛俠 - 仍然更有趣，更可信的青少年」，稱「霍蘭德永遠不會失去的熱情洋溢的火花，讓他成為漫威電影宇宙最喜愛的人物之一。」霍蘭德連續三度獲得土星最佳表演獎。
霍蘭德其後與塞巴斯蒂安·斯坦一起主演Netlix心理驚悚片《神棄之地》（2020），導演安東尼奧·坎波斯稱讚霍蘭德為這個角色努力學習南美英語，稱他的表演過程“有條不紊”、“深思熟慮且敏感”，並稱他為一個善良的人。來自IndieWire和 Roger Ebert之網站的評論家認為，儘管這部電影的劇本失敗，但霍蘭德的表演令人信服，並展示了他作為演員的幅度。
霍蘭德其後又出演了三部於2021年上映的電影，包括第一部改編自美國作家尼科·沃克的同名小說的犯罪劇《迷途羔羊》，片中飾演一名入伍後患有創傷後壓力症的大學生，並搶劫銀行資助他的毒癮。為準備此一角色，霍蘭德剃了光頭並採訪正在接受藥物濫用和創傷後壓力症的退伍軍人。，並減掉30磅（14公斤）的體重，在拍攝後又重新恢復。評論家大致認為，這部電影使他拓寬作為演員的視野，但它有一個公式化的故事。影評人歐文·格萊伯曼指，霍蘭德證明了他作為演員的技能，並展示一系列寬容的外表和情緒。其後，霍蘭德與黛西·蕾德莉出演電影《噪反》。
2021年霍蘭德在續集《蜘蛛俠：不戰無歸》中再次飾演彼得·帕克。 在 《迷途羔羊》 等電影中扮演成熟角色後，霍蘭德指出，他發現重新適應飾演帕克一角很陌生，這主要是因為提高了他的音調並回到“天真、迷人的少年”的心態；他將電影描述為“有史以來最雄心勃勃的獨立超級英雄電影”，本片其後成為2021年票房最高的電影和有史以來票房第六高的電影。 該片也成為自2019年的《星球大戰：天行者崛起》以來第一部票房收入超過10億美元的電影。該片成為在線數據庫 IMDb 和影視評論網站爛番茄上評分最高的蜘蛛俠電影。《衛報》有評論寫道，這部電影“為蜘蛛迷帶來瞭如漏斗網般的豐盛美食”，並將帕克的持續魅力歸功於“他可愛的、幼稚的熱情”。《泰晤士報》稱霍蘭德“擁有角色的每一寸”，並且“撒下他的網，俘獲你的心”。
霍蘭德其後執行製作並主演Apple TV+ 迷你劇《擁擠的房間》(2023)，片中飾演一個以比利·密里根為原型的角色。 該片收到嚴重的批評評論，霍蘭德稱，事實證明此一角色對他來說過於情緒化，應付每日片場之問題，增加額外的壓力，他將休假一年來恢復。

## 個人生活
霍蘭德有自己的Instagram和推特，關注心理健康議題，過去曾在發布給他6700萬名 Instagram 影迷的影片中，宣傳致力於鼓勵青少年積極心理健康的慈善機構，但在2022年8月中旬發佈聲明，稱在網路社交媒體閱讀到關於自己的相關訊息時，讓他陷入困境且造成精神狀態受負面影響，為此決定退出社交媒體。
霍蘭德現與贊達亞交往，兩人于2024年12月訂婚。

## 外部連結
- 汤姆·赫兰德在互联网电影资料库（IMDb）上的資料（英文）
- 汤姆·赫兰德的Instagram帳戶